# Четинян, Аракси
Аракси́ Четиня́н (арм. Արաքսի Չէդինեան) — турецкая модель армянского происхождения. Победительница первого конкурса красоты Турции «Мисс Турция» (1925 год). В 1929 году, на втором конкурсе красоты, заняла третье место. Несмотря на громкие успехи, информации о жизни Аракси Четинян, после проведения конкурса, практически нет.